# José Lino Vaamonde
José Lino Vaamonde Valencia (Alongos, 20 de abril de 1900-Caracas, 3 de octubre de 1986) fue un arquitecto español. Fue uno de los máximos responsables del traslado de las obras de arte del Museo del Prado durante la defensa de Madrid.

## Carrera
Obtiene el título de arquitecto por la Escuela Superior de Arquitectura de Madrid en 1927, y el título de aparejador en 1934 ya que, según decía él mismo, "quería tener un título firmado por el Presidente de la República española y no por SM el rey D. Alfonso XIII". Ese mismo año recibe el certificado del curso de "Especialización sanitaria para ingenieros y arquitectos municipales" que había sido impartido bajo la dirección de Gustavo Pittaluga. 
Vaamonde fue un arquitecto muy activo en el ámbito corporativo. Secretario de la Sociedad Central de Arquitectos entre los años 1929 a 1931. Miembro fundador y Secretario del Colegio Oficial de Arquitectos de Madrid desde 1931 a 1934, y Secretario general, fundador, del Consejo Superior de los Colegios de Arquitectos de España entre 1932 y 1934.
Comienza su actividad laboral en 1928, participando en la construcción del Metro de Madrid. En 1929 trabaja en el proyecto del tendido de la línea de ferrocarril Orense-Santiago de Compostela y, ese mismo año, inicia su colaboración en el estudio de Secundino Zuazo para la realización de planes de reforma interior y ensanches. Logra premio de compensación en 1934 su anteproyecto (en colaboración con Pérez Mínguez y J. Ortiz) para poblados en zonas regables del Guadalmellato. Su texto Algunas aportaciones al estudio del problema de la vivienda rural española es premiado en 1935; y, en 1936, logra primera medalla en la Exposición de Bellas Artes de Córdoba -Sección Construcción- con el proyecto "Vivienda mínima para obreros".

## Salvamento del Tesoro Artístico

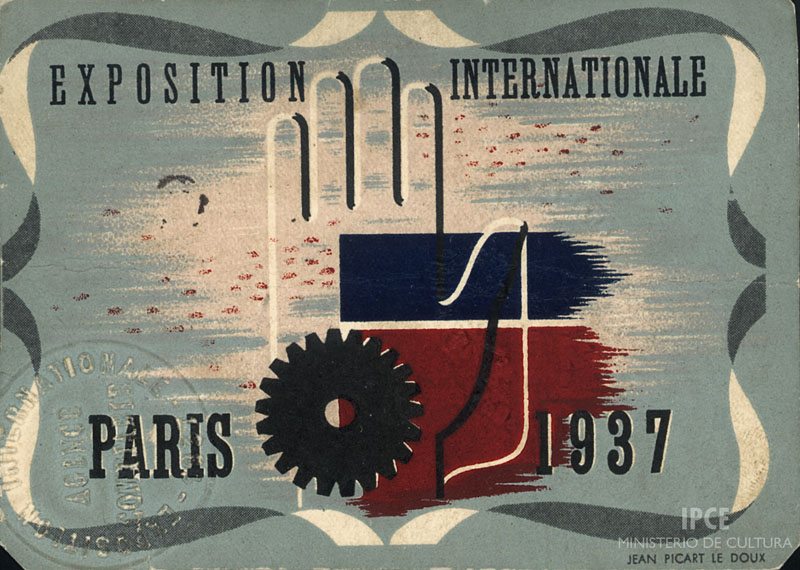
Carnet que acreditaba como personal organizador.

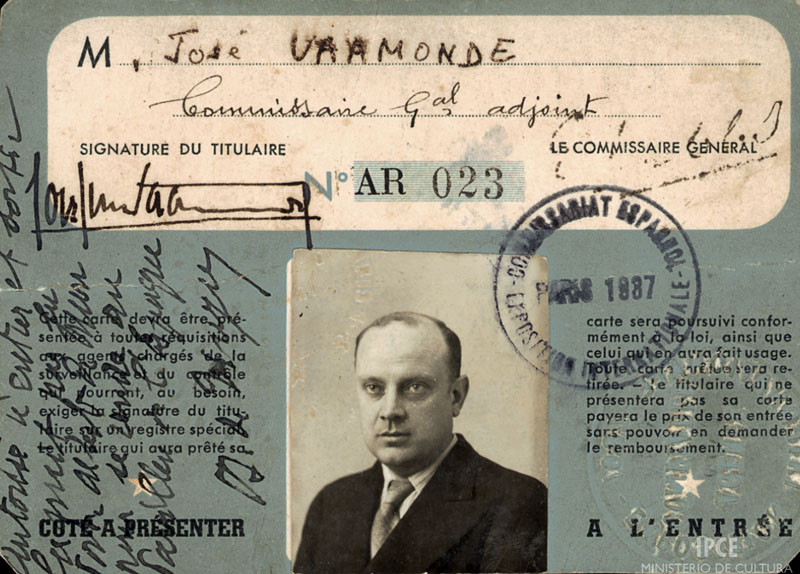
Reverso del carnet del Comisario general adjunto José Lino Vaamonde.

Republicano progresista, admirador de Manuel Azaña, Vaamonde se afilia a Izquierda Republicana el 10 de diciembre de 1935. Desde entonces, y, especialmente, a partir del comienzo de la guerra civil, se mantiene muy cercano a Azaña. Éste utiliza a Vaamonde como elemento de confianza en la tarea esencial del salvamento del tesoro artístico español y, cerca ya del final de la guerra, lo califica como "mi buen amigo".
Al comenzar la guerra civil, se ocupa de la jefatura de los Servicios de Emergencia de la zona centro de Madrid, donde radican los más importantes centros culturales de la ciudad: Museo del Prado, Biblioteca Nacional, Reales Academias etc. El 28 de octubre de 1936 fue asignado como arquitecto conservador del Prado, en sustitución de Pedro Muguruza, para llevar a cabo la dirección de los trabajos de defensa del edificio. Finalmente fue uno de los responsables del traslado de obras del Museo del Prado durante la Guerra Civil. Días después de iniciado el traslado de obras de arte, el 16 de noviembre de 1936, se produce el bombardeo del centro de Madrid que afectó al Museo del Prado. Vaamonde dibuja los planos con la localización de los impactos y tipo de munición empleada, que sirvieron para la denuncia internacional de tan execrable hecho. 
Activo arquitecto de la Junta Central del Tesoro Artístico en Valencia, presidida por el pintor Timoteo Pérez Rubio, proyecta y dirige la construcción de los refuerzos estructurales de los depósitos en las Torres de Serranos e iglesia del colegio del Patriarca, habilitándolos para albergar allí los bienes trasladados. Escribe un libro monográfico sobre la epopeya del salvamento del patrimonio artístico español.
Fue comisario general adjunto del pabellón español en la Exposición Internacional de París del año 1937. Se encarga de los contenidos de la sección del pabellón dedicada al salvamento del tesoro artístico, así como de impulsar la edición en diferentes idiomas de folletos sobre esta temática. Prepara también la conferencia expuesta por Renau en la sede de la Oficina Internacional de Museos en París, actual Consejo Internacional de Museos, que incluye sus estudios sobre los efectos destructivos del nuevo armamento empleado y las medidas de conservación tomadas en los depósitos de Valencia.
A comienzos de 1938, después del traslado del Gobierno de la República desde Valencia a Barcelona, es nombrado secretario general de Propaganda del Ministerio de Presidencia. Al finalizar el año sufre un accidente en el que se fractura ambas piernas. Por indicación de Azaña es trasladado a París para su recuperación, y allí nombrado vocal del Comité Nacional de Ayuda a la España Republicana, en sustitución de Victoria Kent.

## Exilio
Tras la guerra sufre exilio en Venezuela, donde ya se encontraban el arquitecto/diplomático Fernando Salvador, Ortiz García, Javier Yarnoz y otros arquitectos. Allí Vaamonde realiza trabajos variados (monta en la ciudad de Valencia (Venezuela) el bar-restaurante-café "Madrid", después de haberse dedicado a la venta a domicilio de libros) hasta 1946, en que es contratado como dibujante por la Shell Caribean Petroleum Company establecida en Caracas. En esta compañía crea y organiza los servicios de arquitectura, siendo nombrado en poco tiempo arquitecto asesor, el mayor rango dentro del servicio.
Vaamonde proyecta para los campos petroleros de la compañía numerosas urbanizaciones, centros de educación, clubes sociales, gasolineras y oficinas; caracterizándose su obra por un estilo racionalista y funcional, así como por su adecuación al entorno. Entre sus obras en Venezuela destacamos el motel construido en Cardón, la iglesia y colegio del Buen Pastor en Caracas, y el magnífico Edificio Shell también en Caracas. Proyectado conjuntamente por Vaamonde, Carbonel y Salvador (hijo), y finalizado en 1961, fue considerado el edificio de oficinas más moderno y mejor equipado de la época.
Otras intervenciones como arquitecto en Venezuela fueron los planes reguladores de las ciudades de Lagunillas en 1954 y de Altagracia en 1958. Los colegios Claret (Caracas, 1957), San Francisco Javier (Punto Fijo, 1959), Santo Ángel (Maturín, 1959); el Edificio del Servicio Shell para el Agricultor (Cagua, 1952), el Edificio de Oficinas de Refinería (Cardón, 1959), el Club Manaure (Cardón, 1953), y el Hospital de Quemados en Maracaibo.
Una anécdota curiosa producida durante su exilio ocurrió cuando Vaamonde, que había sido secretario de la Junta Directiva del Real Madrid C. F. los años 1926 y 1927, y su único hijo, Joselino, que entonces contaba con quince años de edad, acompañaron a Santiago Bernabéu a presenciar el partido de fútbol que jugaron el Real Madrid contra el Millonarios de Bogotá en un pequeño estadio de Caracas perteneciente a la Universidad Central de Venezuela. El partido tuvo lugar dentro de una gira del Madrid por Latinoamérica iniciada el 28 de junio de 1952, en la que jugaron la Pequeña Copa del Mundo en la modalidad de liguilla. Bernabéu se fijó en el juego de Adolfo Pedernera, pero Vaamonde insistió en que fichara a Alfredo Di Stéfano, como finalmente hizo.